# The Dumb Girl of Portici
The Dumb Girl of Portici  è un film muto del 1916 diretto da Phillips Smalley e Lois Weber.
Il soggetto è tratto dal libretto scritto per l'opera La muta di Portici di Daniel Auber da Eugène Scribe e Germain Delavigne.
Fu l'unico film interpretato dalla celebre ballerina russa Anna Pavlova.

## Trama
La muta Fenella denuncia la violenza che ha subìto da parte di Alfonso, figlio del duca d'Arcos e novello sposo della nobile Isabella. Masaniello, fratello di Fenella, incita la plebe contro l'aristocrazia. Il popolo fa fuggire Alfonso che viene salvato dallo stesso Masaniello. Ma, ritornato al potere, Alfonso farà giustiziare Masaniello. Fenella, disperata, si getterà dentro il Vesuvio.

## Produzione
Il film fu prodotto dall'Universal Film Manufacturing Company. Venne girato nel luglio 1915 a Chicago: alcune scene vennero riprese al Museum of Science & Industry al 57th & Lake Shore Drive di Jackson Park e Hyde Park.

## Distribuzione
Distribuito dall'Universal Film Manufacturing Company, il film uscì nelle sale cinematografiche statunitensi il 3 aprile 1916. Copia del film viene conservata al National Film and Television Archive of the British Film Institute.
Il film viene citato nel documentario The Silent Feminists: America's First Women Directors del 1993.